# Ненад Сузић
Ненад Сузић (Нови Град, 11. октобар 1950) српски је педагог, социолог, доктор педагошких наука, универзитетски професор и бивши министар просвјете Републике Српске.

## Биографија
Ненад Сузић је рођен 11. октобра 1950. године у Новом Граду, ФНРЈ. Учитељску школу је завршио у Приједору 1969, а Филозофски факултет у Загребу 1976, гдје је и магистрирао 1989. Докторирао је на Филозофском факултету Универзитета у Београду 1995. на тему „Особине наставника и однос ученика према настави“. Од 1970. до 1986. радио је као учитељ, наставник, педагог и професор социологије и психологије. Године 1996. постаје доцент, 2000. ванредни професор, а 2004. редовни професор на Филозофском факултету Универзитета у Бањој Луци. Био је министар просвјете Републике Српске у првој влади Милорада Додика од 18. јануара 1998. до 12. јануара 2001.
Члан је савјета часописа Дефендологија. Пише за Социолошки годишњак Социолошког друштва Републике Српске. Члан је Српске академије образовања (САО) и Руске академије социјалних и педагошких наука.
Ухапшен је 5. јуна 2019. под сумњом да је починио кривично дјело Обљуба са дјететом млађим од 15 година, након пријаве родитеља малољетне дјевојчице из Бање Луке.

## Дјела (библиографија)
Самостално је написао 17 и 7 коауторских научних књига, као и преко 110 научних и стручних радова.
- Стратегија и концепција промјена у систему васпитања и образовања у Републици Српској, Министарство просвјете Републике Српске, Бања Лука (1998)
- Како мотивисати ученике, Завод за уџбенике и наставна средства Републике Српске, Српско Сарајево (1998)
- Социологија образовања, Завод за уџбенике и наставна средства Републике Српске, Српско Сарајево (2003)
- Глобализација и српски национални интереси, ТТ-Центар, Бања Лука (2001)
- Емоције и циљеви ученика и студената, ТТ-Центар, Бања Лука (2002)
- Васпитни рад у одјељењској заједници, ТТ-Центар, Бања Лука (2003)
- Особине наставника и однос ученика према настави, ТТ-Центар, Бања Лука (2003)
- Учење учења, Глас Српски, Бања Лука (1996)
- Педагошко-психолошке и дидактичко-методичке основе васпитно-образовног рада, аутори: Др Драго Бранковић, Др Миле Илић, Др Светозар Милијевић, Др Ненад Сузић, Др Вукашин Гутовић, издавач: Друштво педагога Републике Српске, Бања Лука 1999, прво издање